# Tamba apicata
Tamba apicata là một loài bướm đêm trong họ Noctuidae.